# KS Odra Brzeg
KS Odra Brzeg (dawniej: Cukierki Odra Brzeg, Kama Brzeg, Stal Brzeg) – żeńska drużyna koszykówki z Brzegu. W sezonie 2010-11 Ford Germaz Ekstraklasy klub zajął 11. miejsce wśród 13 drużyn.

## Informacje ogólne

### Dane kontaktowe
- ul. Sukiennice 2, 49-300 Brzeg
- Hala: ul. Oławska 2, 49-300 Brzeg

### Zarząd
- Prezes: Bolesław Garnczarczyk

## Historia
Pod nazwą Stal Brzeg klub zadebiutował w ekstraklasie koszykarek w 1977 roku. Największym sukcesem było czwarte miejsce w sezonie 1989-1990. Po rozpadzie Stali w połowie lat 90., klub reaktywowano i kilkakrotnie zmieniał nazwy. W roku 2000, jako Kama Brzeg, zespół powrócił do grona najlepszych (wygrywając wszystkie 31 meczów sezonu) i od tej pory nieprzerwanie występuje w Ekstraklasie (PLKK). Od stycznia 2001 sponsorem zespołu zostało Przedsiębiorstwo Wyrobów Cukierniczych "Odra", które po zakończeniu sezonu 2008/09 zrezygnowało z dalszego sponsoringu drużyny. W sezonie 2009/10, mimo braku sponsora strategicznego, klub ukończył rozgrywki Ford Germaz Ekstraklasy na wysokim 6. miejscu. W sezonie 2010/11, mimo serii porażek na początku, Odra zajęła 11. miejsce i utrzymała się w Ekstraklasie. Sezon 2011/2012 będzie 24. (12. z rzędu) sezonem w najwyższej klasie rozgrywkowej.

### Sezony w Ekstraklasie[1]
- 1977/78: 7/10	Stal
- 1978/79: 7/10	Stal
- 1979/80: 10/10	Stal; spadek z ekstraklasy

...
- 1984/85: 10/12	Stal
- 1985/86: 12/12	Stal; spadek z ekstraklasy

...
- 1987/88: 10/12	Stal
- 1988/89: 7/12	Stal
- 1989/90: 4/11	Stal
- 1990/91: 5/12	Stal
- 1991/92: 11/12	Stal
- 1992/93: 11/16	Stal
- 1993/94: 16/16	Stal; spadek z ekstraklasy

...
- 2000/01: 5/12	Kama/Cukierki Odra (trener: Algirdas Paulauskas)
- 2001/02: 5/12	Cukierki Odra (trenerzy: kolejno Algirdas Paulauskas, Krzysztof Kubiak)
- 2002/03: 7/12	Cukierki Odra (trenerzy: kolejno Krzysztof Kubiak, Kazimierz Mikołajec, Krzysztof Kubiak)
- 2003/04: 8/10	Cukierki Odra (trener: Romuald Krauze)
- 2004/05: 7/10	Cukierki Odra (trener: Krzysztof Kubiak)
- 2005/06: 6/10	Cukierki Odra (trener: Krzysztof Kubiak)
- 2006/07: 9/12	Cukierki Odra (trener: Krzysztof Kubiak)
- 2007/08: 11/13	Cukierki Odra (trenerzy: kolejno Krzysztof Kubiak, Leszek Marzec)
- 2008/09: 11/13 Cukierki Odra (trener: Jarosław Zyskowski)
- 2009/10: 6/13 Odra (trener: Jarosław Zyskowski)
- 2010/11: 11/13 Odra (trenerzy: kolejno Jarosław Zyskowski, Wadim Czeczuro)

Kolejno: sezon, miejsce klubu/liczba klubów, nazwa zespołu.
Skład drużyny w sezonie 2007/2008
- Agata Bachryj, 1987, obrońca/skrzydłowa
- Joei Claburn, 1984, obrońca/skrzydłowa, USA
- Daria Cybulak, 1981, obrońca/skrzydłowa
- Justyna Daniel, 1986, obrońca/skrzydłowa
- Jekatierina Dworska, 1974, środkowa, Rosja
- Karolina Kozera, 1990, obrońca/skrzydłowa
- Małgorzata Kudłak, 1988, skrzydłowa/środkowa
- Agnieszka Mykita, 1990, obrońca/skrzydłowa
- Mirela Pułtorak, 1988, skrzydłowa
- Magdalena Rzeźnik, 1983, obrońca
- Marta Szymańska, 1990, skrzydłowa
- Aleksandra Teklińska, 1992, obrońca/skrzydłowa

Skład drużyny w sezonie 2008/2009
- Izabela Bogdan, 1981, niska skrzydłowa/silna skrzydłowa
- Tysell Bozeman, 1980, rozgrywająca, USA
- Ewelina Buszta, 1987, silna skrzydłowa
- Justyna Daniel, 1986, niska skrzydłowa
- Eliza Gołumbiewska, 1983, rzucająca/niska skrzydłowa
- Ashley Key, 1985, rozgrywająca/rzucająca, USA
- Amber Petillon, 1982, środkowa
- Agnieszka Pietraszek, 1976, środkowa
- Anna Pijanowska, 1991, silna skrzydłowa
- Dominique Redding, 1985, silna skrzydłowa, USA
- Oksana Stawyćka, 1976, rozgrywająca, Ukraina
- Marta Szymańska, 1990, środkowa
- Aleksandra Teklińska, 1992, niska skrzydłowa
- Ofa Tulikihihifo, 1984, rzucająca/niska skrzydłowa, USA Tongo